# جائزة موناكو الكبرى 1960
جائزة موناكو الكبرى 1960 هو سباق فورمولا 1 أقيم بتاريخ 29 مايو 1960 في حلبة موناكو، مونت كارلو. كان الثاني من أصل 10 في بطولة العالم لسباقات الفورمولا واحد موسم 1960. حلّ البريطاني ستيرلنغ موس أولا بينما جاء النيوزلندي بروس ماكلارين في المركز الثاني وحصل على المركز الثالث الأمريكي فيل هيل.